# Compendium of Chemical Terminology
Compendium of Chemical Terminology är en bok publicerad av International Union of Pure and Applied Chemistry (IUPAC) som innehåller internationellt accepterade definitioner av termer inom ämnet kemi. Arbetet med den första versionen initierades av Victor Gold, varför boken även ofta informellt kallas Gold Book.
Den första versionen publicerades 1987 (ISBN 0-63201-765-1) och den andra versionen (ISBN 0-86542-684-8), redigerad av A. D. McNaught and A. Wilkinson, publicerades 1997. En aningen utökad version av boken finns också fritt tillgänglig på internet. Översättningar har publicerats på Franska, Spanska och Polska.